# 鈴木秀勇
鈴木 秀勇（すずき ひでお、1921年 - 2011年 ）は、日本の思想史家、教育学者。専門は教育思想史。一橋大学名誉教授、元札幌大学学長。社会思想史研究から教育思想史研究に進み、一橋大学社会学部で教育社会学講座を創設した。

## 人物・経歴
1938年旧制東京商科大学（現一橋大学）予科入学。高島善哉門下。大学卒業後、同大非常勤講師を経て、1951年一橋大学社会学部助教授。1965年一橋大学社会学部教授。1969年から西順蔵の後任として第7代社会学部長を務めた。1970年、学部長を退任し増淵龍夫と代わる。1984年一橋大学定年退職。
社会思想史の研究から始め、教育思想史研究に進み、一橋大学社会学部で教育社会学講座を創設。『エミール』の分析などを行った。指導学生に、関啓子（一橋大学名誉教授）、蔭山宏（慶應義塾大学名誉教授）、山西龍郎（元東京都市大学教授）、角田史幸（元秀明大学教授）、高野敏行（釧路公立大学学長）、黒沢惟昭（元東京学芸大学教授）、大野博人（元朝日新聞論説主幹）、紺野馨（文芸評論家）などがいる。

## 著書
- 鈴木琇雄『コメニュウス「大教授学」入門 (教育学古典解説叢書)』 明治図書出版, 1982
- 鈴木琇雄『「教育」と「自然」 :ジャン=ジャク・ルソ『エミル』の一研究』明治図書出版, 1984.2

### 翻訳
- コメニユウス『大教授学』第1-2 (世界教育学選集 明治図書出版, 1962